# Světový pohár v biatlonu 2024/2025 – Pokljuka
8. podnik Světového poháru v biatlonu v sezóně 2024/2025 se konal od 13. do 16. března 2025 v slovinské Pokljuce. Na programu podniku byly vytrvalostní závody, závody s hromadným startem a smíšené štafety spolu se závodem smíšených dvojic.
V Pokljuce se naposledy závodilo v lednu 2023.

## Program závodů
Oficiální program:
| Datum      | Disciplína                         | Začátek (SEČ) | Počet závodníků |
| ---------- | ---------------------------------- | ------------- | --------------- |
| 13. března | Zkrácený vytrvalostní závod (ženy) | 11:30         | 96              |
| 13. března | Zkrácený vytrvalostní závod (muži) | 15:15         | 93              |
| 15. března | Závod s hromadným startem (ženy)   | 13:35         | 30              |
| 15. března | Závod s hromadným startem (muži)   | 15:45         | 30              |
| 16. března | Smíšený závod dvojic               | 12:05         | 24 týmů         |
| 16. března | Smíšená štafeta                    | 14:50         | 22 týmů         |

Program závodů doznal změn kvůli vysokým teplotám a deštivém počasí v průběhu týdne. Na programu byly původně vytrvalostní závod v nezkrácené podobě, přičemž mužský závod se měl konat v pátek, závody s hromadnými starty byly původně v plánu na neděli a smíšené štafety na sobotu.

## Průběh závodů

### Vytrvalostní závody
Závod žen byl zkrácen kvůli špatnému stavu trati, kterou poničil déšť, a ze stejného důvodu byla také nejsilnější skupina závodnic nasazena hned na začátek závodu. V něm se nejdříve drželo v čele několik čistě střílejících francouzských biatlonistek. Z nich se po třetí střelbě dostala nejvýše Océane Michelonová. Když však při čtvrté střelbě udělala dvě chyby, předstihla jí její krajanka, bezchybná Julia Simonová. Za ní se v cíli zařadila Němka Franziska Preussová, která také zasáhla všechny terče. Na poslední střelbu pak přijížděla s malým náskokem Švédka Hanna Öbergová, která však nesestřelila poslední terč a přes rychlejší běh dojela druhá za Simonovou a před Preussovou. Malý křišťálový glóbus za vítězství v této disciplíně získala Francouzka Lou Jeanmonnotová, která sice skončila sedmá, ale měla už dostatečný náskok i díky tomu, že vyhrála oba předcházející vytrvalostní závody.
Z českých reprezentantek byla nejlépší Jessica Jislová, která nezasáhla až poslední terč a skončila 23.; Lucie Charvátová s třemi střeleckými chybami dojela o čtyři pozice za ní. Tereza Voborníková nezasáhla o jeden terč více a skončila na 53. místě. Markéta Davidová se závodů v Pokljuce kvůli problémům s vyhřezlou ploténkou nezúčastnila.
Závod mužů začínal za sněžení, které se v polovině změnilo v hustý déšť. Nejdříve se na prvních místech udržoval Nor Johannes Thingnes Bø, který zastřílel první tři položky čistě.  Pak však v běhu zpomaloval a při čtvrté položce nezasáhl jeden terč, a tak dojel nakonec až na 10. místě. O více než minutu jej v cíli předstihl domácí reprezentant Jakov Fak, který střílel bezchybně. Za něj se pak zařadil Nor Sturla Holm Laegreid, který se na průběžných mezičasech udržoval nejdříve první, ale při poslední střelbě nezasáhl jeden terč. Třetí dojel Švéd Martin Ponsiluoma, který v posledním kole zrychlil a předjel Itala Tommaso Giacomela. Faka už nikdo nepředstihl, a tak se po deseti letech stal opět vítězem závodu světového poháru.
Z českých biatlonistů zajel závod nejlépe Adam Václavík, který nezasáhl vždy jeden terč při každé střelbě vstoje. Rychle běžel, v posledních dvou kolech dokázal ještě zrychlit a dojel na 14. místě, což bylo jeho nejlepší umístění v závodě světového poháru v kariéře. Tomáš Mikyska nesestřelil tři terče a dojel 47., Michal Krčmář s šesti střeleckými chybami 66. Vítězslav Hornig se závodu nezúčastnil z rodinných důvodů.

### Závody s hromadným startem
V závodě žen, který se zpočátku jel za hustého sněžení, se ve druhém kole dostala do čela Francouzka Lou Jeanmonnotová. Ve třetím kole svůj náskok zvýšila, pak jej po jednom nezasaženém terči ztratila, ale stále se udržovala na prvním místě. Za ní na poslední střelbu přijížděla domácí Anamarija Lampičová a Francouzka Jeanne Richardová. Obje zde udělaly svojí první chybu, a tak se za Jeanmonntovou dostala na druhé místo bezchybně střílející Bulharka Milena Todorovová. Tu stíhala Lampičová, která jela v posledním kole nejrychleji. Todorová však druhé místo za Jeanmonnotovou uhájila a zajela tak nejlepší závod ve své kariéře.
Tereza Voborníková i Jessica Jislová střílely první dvě položky čistě a ve třetí udělaly obě jednu chybu. Při poslední střelbě Voborníková jednou chybovala, ale Jislová zastřlela opět čistě a odjížděla na 10. místě. Jela však pomaleji a v cíli jí nakonec Voborníková těsně předstihla a obsadila 15. místo.
V čele závodů mužů jel zpočátku Nor Sturla Holm Laegreid, ale postupně se hlavně rychlejší střelbou před něj dostali Francouzi Quentin Fillon Maillet a Éric Perrot. Na poslední střelbu přijížděli oba Francouzi spolu s menším náskokem. Oba zde udělali po jedné střelecké chybě, ale první dvě místa si těsně udrželi. V polovině posledního kola pak Perrot nastoupil a vytvořil se menší náskok, se kterým dojel do cíle. Na třetí místo se posunul Laegreid, který předjel v posledním kole dalšího Francouze Fabiena Claude. Johannes Thingnes Bø, který s Laegreidem bojoval o celkové vedení ve světovém poháru, se závodu nezúčastnil z důvodu nachlazení.
Jediný český reprezentant Adam Václavík jel zpočátku rychle, ale pak se mu přestala dařit střelba vstoje (za celý závod nezasáhl celkem 7 terčů – nejvíce ze všech) a dojel na předposledním, 29. místě.

### Smíšené závody
Ve smíšeném závodě dvojic se nejdříve dostalo do čela Norsko, ale Ingrid Landmark Tanderwoldová musela po své první střelbě stoje na dvě trestná kola (celkem čtyři), a tak je vystřídalo Švýcarsko. Během třetího úseku se sice před ně dostalo s minimálním náskokem Švédsko, ale Niklas Hartweg se rychlým během opět posunul do čela a poprvé v historii smíšených závodů získal pro Švýcarsko zlatou medaili. Za druhem Švédskem dojelo třetí Finsko, především zásluhou Tero Seppäly, který v posledním kole předjel štafety Německa i Francie.
Český tým se především vinou pomalé a nepřesné střelby Lucie Charvátové i Jonáše Marečka pohyboval kolem 15. pozice. Po dvou trestných kolech Charvátové ještě klesl a dojel na 18. místě, což byl historicky nejhorší výsledek českeho týmu v tomto typu závodu .
V první polovině závodu se v čele smíšených štafet střídalo Norsko se Švédskem. Na třetím úseku však Švéd Martin Ponsiluoma musel použít celkem pět náhradních nábojů, a tak se do čela dostal bezchybně střílející Francouz Éric Perrot. Na posledním úseku však Sebastian Samuelsson střílel lépe než Quentin Fillon Maillet, a tak švédská štafeta zvítězila, čímž Švédsko získalo i malý křišťálový globus za vítězství ve smíšených disciplínách.
Českou štafetou posunuli Jessica Jislová, Tereza Voborníková a Tomáš Mikyska díky relativně dobré střelbě až na čtvrté místo. Michal Krčmář pak musel použít sice jen dva náhradní nápoje, ale střílel pomalu a měl problémy při manipulaci se zbraní. I když na poslední střelbu přijížděl jen s minimálním odstupem na páté místo, dojel nakonec osmý.

## Umístění na stupních vítězů

### Muži
| Disciplína                          | První místo | Výkon             | Druhé místo            | Výkon             | Třetí místo          | Výkon             |
| Zkrácený vytrvalostní závod (15 km) | Jakov Fak   | 40:52,6 (0+0+0+0) | Sturla Holm Laegreid   | 41:26,9 (0+0+0+1) | Martin Ponsiluoma    | 41:36,9 (0+1+0+1) |
| Závod s hromadným startem (15 km)   | Éric Perrot | 35:42,7 (0+0+0+1) | Quentin Fillon Maillet | 35:45,4 (0+0+0+1) | Sturla Holm Laegreid | 36:05,0 (0+0+1+0) |

### Ženy
| Disciplína                            | První místo       | Výkon             | Druhé místo       | Výkon             | Třetí místo         | Výkon             |
| Zkrácený vytrvalostní závod (12,5 km) | Julia Simonová    | 38:08,2 (0+0+0+0) | Hanna Öbergová    | 38:47,3 (0+0+0+1) | Franziska Preussová | 38:54,4 (0+0+0+0) |
| Závod s hromadným startem (12,5 km)   | Lou Jeanmonnotová | 39:41,8 (0+0+1+0) | Milena Todorovová | 39:58,2 (0+0+0+0) | Anamarija Lampičová | 40:04,9 (0+0+0+1) |

### Smíšené závody
| Disciplína                        | 1. místo                                                                               | Výkon                                                     | 2. místo                                                                       | Výkon                                         | 3. místo                                                              | Výkon                                                     |
| Smíšená štafeta (4×6 km)          | ŠvédskoAnna-Karin Heijdenbergová Hanna Öbergová Martin Ponsiluoma Sebastian Samuelsson | 1:09:07,5 (0+2) (0+0) (0+2) (0+2) (0+3) (0+2) (0+0) (0+1) | FrancieJeanne Richardová Océane Michelonová Éric Perrot Quentin Fillon Maillet | 1:09:22,3 (0+0) (1+3) (0+0) (0+0) (0+3) (0+0) | NorskoMaren Kirkeeideová Ida Lienová Johannes Dale-Skjevdal Isak Frey | 1:09:27,5 (0+0) (0+1) (0+1) (0+2) (0+2) (0+2) (0+0) (0+2) |
| Smíšený závod dvojic (6 + 7,5 km) | ŠvýcarskoAita Gasparinová Niklas Hartweg Aita Gasparinová Niklas Hartweg               | 40:51,8 (0+1) (0+2) (0+0) (0+0) (0+0) (0+2)               | ŠvédskoJohanna Skottheimová Jesper Nelin Johanna Skottheimová Jesper Nelin     | 41:01,2 (0+0) (0+1) (0+0) (0+0) (0+2) (0+1)   | FinskoSuvi Minkkinenová Tero Seppälä Suvi Minkkinenová Tero Seppälä   | 41:03,9 (0+1) (0+0) (0+2) (0+1) (0+1) (0+2) (0+2) (0+0)   |